# Turqueville
Turqueville – miejscowość i gmina we Francji, w regionie Normandia, w departamencie Manche.
Według danych na rok 1990 gminę zamieszkiwało 101 osób, a gęstość zaludnienia wynosiła 19 osób/km² (wśród 1815 gmin Dolnej Normandii Turqueville plasuje się na 785. miejscu pod względem liczby ludności, natomiast pod względem powierzchni na miejscu 857.).